# Kiyoshi Ogawa
Kiyoshi Ogawa (小川 清 Ogawa Kiyoshi?,  23 de octubre de 1922 – 11 de mayo de 1945) fue un oficial naval de la Armada Imperial Japonesa durante la Segunda Guerra Mundial. Como piloto kamikaze, la acción final del alférez Ogawa tuvo lugar el 11 de mayo de 1945 durante la batalla de Okinawa. Pilotando un caza Mitsubishi Zero cargado de bombas, Ogawa voló a través del fuego antiaéreo estadounidense y atacó al portaaviones USS Bunker Hill. Arrojó una bomba de 250 kilogramos, no salió del picado y se estrelló deliberadamente contra la cubierta de vuelo cerca de la torre de control del portaaviones estadounidense. La bomba penetró en la cubierta de vuelo del Bunker Hill y explotó, incendiando las reservas de combustible y produciendo varias explosiones cuando los aviones armados y reabastecidos en la plataforma explotaron y se incendiaron. Casi 400 marineros estadounidenses murieron en el ataque y el barco quedó inutilizable durante el resto de la guerra.